# Juan Carlos Tolosa
Juan Carlos Tolosa est un compositeur, pianiste et chef d'orchestre argentin né à Cordoba (Argentine) le 2 octobre 1966.

## Études
Juan Carlos Tolosa a commencé ses études musicales en 1972 à l'Instituto Domingo Zípoli de Cordoba, où il obtint les diplômes de maître de musique et chef de chœur. Après avoir abandonné ses études en Droit, il a continué ses études musicales pour se consacrer à la composition à l'Université nationale de Córdoba (Argentine) entre 1986 et 1989.
En 1989, il partit pour l'Europe et s'installa à Bruxelles. Il étudia au Conservatoire royal de Bruxelles où il obtint les distinctions en composition dans les classes de Paul-Baudouin Michel et Daniel Capelletti, en orchestration en formes, en harmonie et en solfège.
Parallèlement au conservatoire, il a assisté régulièrement entre 1990 et 1998 aux rencontres et ateliers de composition du festival de musique contemporaine Ars Musica avec l'intervention de Luciano Berio, Witold Lutosławski, György Ligeti, Pierre Boulez, Karlheinz Stockhausen, Brian Ferneyhough, Pascal Dusapin, Iannis Xenakis, Magnus Lindberg, Luca Francesconi et Wolfgang Rihm.

## Carrière européenne
Il a fondé avec Pierre Kolp, Francis Ubertelli et David Núñez, Black Jackets Company (1995) puis Black Jackets Ensemble (1996).
Sa musique a été jouée dans plusieurs pays comme l'Argentine, le Venezuela, le Chili, le Japon, le Luxembourg, l'Espagne, la Belgique, l'Allemagne dans le cadre de festivals prestigieux comme Ars Musica (Belgique) ou Festival de musique contemporaine de l'Université pontificale catholique du Chili.
Outre ses pièces de musique "pure" et de théâtre musical, Tolosa a collaboré avec les chorégraphes Marián Del Valle (Espagne), Barbara Manzetti (Italie) et Gabriela Carrizo (Argentine) du même qu'avec les réalisateurs Giovanni Cioni (Italie) et Paco Aragón (Espagne).
Depuis 1998, il enseigne l'esthétique des arts et la musique du XXe siècle à l'Institut Jaques-Dalcroze (Bruxelles).
À partir de 2000, il devient le chef attitré de Black Jackets Ensemble (Bruxelles), ensemble avec lequel il crée Gaze de Marianthi Papalexandri Alexandri, Manimatrix de Pierre Kolp, Anacrónica de Marcos Franciosi, La Bella Datoki de Alejandro Guarello, Obsdiana de David Nuñezañez et Pièces pour ensemble de Mariano Vélez.

## Carrière américaine
En 1999, Tolosa anime un séminaire d'esthétique musicale au XXe siècle à l'Université nationale de Córdoba (Argentine).
En 2000, il écrit, produit, dirige et conduit une série de onze émissions radio sur la musique contemporaine La Odisea musical del siglo veinte et diffusée sur la radio nationale Córdoba. La même année il débute avec le pianiste argentin Germán Náger le Náger & Tolosa Piano Duo.
A Córdoba, en 2001, il fonde le Córdoba Ensamble (formation de 20 musiciens), puis le Laboratorio Contemporáneo del Córdoba Ensamble, dont il est le Directeur musical tous deux établis au Teatro del Libertador San Martín. Depuis 2002, il enseigne la composition et la direction d'orchestre à l'Institut La Colmena et à partir de 2003, il est le Directeur Artistique du Festival Internacional de Música Contemporánea de Córdoba.

## Œuvres
- Canción del Cronopio pour trombone basse solo
- Y sacaréme la niebla pour quintette à vent
- El ángel se pudre pour deux violons
- Copper roses pour douze voix mixtes à cappella
- Evaporo el otro que sigue caminando pour clarinette basse
- A su imán pour contrebasse, clarinette basse et transformations électroniques
- Klavierkonzert pour piano et live electronics
- L'endroit pour soprano, violon, violoncelle, contrebasse & live electronics
- Obertura pour 18 musiciens
- Canto II pour 16 musiciens
- Estebnia pour percussion et cd
- Focos pour clarinette et cinq cd players
- Piano Kit pour piano
- Pentimento pour deux flûtes
- Dimmi chi fosti pour orchestre
- A rear window pour violoncelle et clarinette basse
- gente que canta de espaldas pour 8 voix solistes
- Los vestigios pour quatuor à cordes